# Лукьянов, Сергей Иванович (Герой Советского Союза)
Сергей Иванович Лукьянов (16 октября 1910 года — 23 апреля 2001) — участник Великой Отечественной войны, командир эскадрильи 16-го гвардейского истребительного авиационного полка, командир 100-го истребительного авиационного полка (9-й гвардейской истребительной авиационной дивизий, 8-й воздушной армии), гвардии майор, Герой Советского Союза.

## Биография
Окончил 6 классов, затем техническое железнодорожное училище. Работал фрезеровщиком Борисоглебского вагоноремонтного завода. С 1931 года в РККА. В 1933 году окончил Ленинградскую военно-теоретическую школу лётчиков, в 1935 году - Оренбургскую военную авиационную школу лётчиков.
23 декабря 1941 года за совершенные 12 боевых вылетов на штурмовку войск противника, прикрытие войск, сопровождение бомбардировщиков и сбитые в воздушных боях лично бомбардировщик He-126 и в паре бомбардировщик Ю-88 командир аэскадрильи 40-го истребительного авиационного полка старший лейтенант Лукьянов был награжден орденом Красного Знамени.
27 июля 1942 года за совершенные 130 боевых вылетов на штурмовку войск противника, прикрытие войск, объектов и аэродромов, сопровождение бомбардировщиков командир аэскадрильи 40-го истребительного авиационного полка капитан Лукьянов был награжден вторым орденом Красного Знамени. 7 сентября 1942 года летчик был ранен в руку.
В мае 1943 года капитан Лукьянов был переведен на должность командира эскадрильи 16-го гвардейского истребительного авиационного полка и за совершенные 26 боевых вылетов и сбитые в десяти воздушных боях два истребителя Ме-109 был награжден орденом Отечественной войны II степени.
В июне-августе 1943 года во время вылетов на прикрытие наземных войск, расчистку воздуха и свободную охоту сбил пять истребителей Me-109, два бомбардировщика Ю-88 и Ф-189 и был награжден третьи орденом Красного Знамени.
2 октября 1943 года гвардии майор Лукьянов назначен командиром 100-го гвардейского истребительного авиационного полка.
12 мая 1945 года гвардии подполковник Лукьянов награжден орденом Александра Невского .
К маю 1945 года гвардии подполковник С. И. Лукьянов выполнил 361 боевой вылет, провёл 70 воздушных боёв, сбил лично 16 и в составе группы не менее 6 самолётов противника.
В 1946 году уволен в запас.

## Награды
- Медаль «Золотая Звезда» Героя Советского Союза.
- Орден Ленина.
- Три Ордена Красного Знамени.
- Орден Александра Невского.
- Орден Отечественной войны I степени.
- Орден Отечественной войны II степени.